# Parents Television Council
Il Parents Television Council (PTC) è un gruppo di pressione statunitense fondato dal conservatore attivista L. Brent Bozell III nel 1995. L'associazione pubblica recensioni e ricerche non scientifiche sui programmi televisivi e sul potenziale effetto dannoso che potrebbero avere per lo sviluppo dei bambini.
Anche se le loro ricerche non sono supportate da nessun organismo indipendente o studi scientifici, e nonostante il numero di iscritti non raggiunge neanche l'1% della popolazione statunitense (12.000 membri fino all'ottobre 2010), le dichiarazioni e le iniziative del PTC trovano sempre ampia copertura mediatica. Tipiche iniziative del PTC nei confronti di programmi considerati dannosi per i bambini sono l'invito a non guardarli per i telespettatori, a boicottare i loro spazi pubblicitari per gli inserzionisti e a limitare i loro contenuti o sospenderli per le emittenti che li trasmettono. Tali inviti sono spesso accompagnati da un'intensa campagna mediatica e da un massivo invio di reclami alla Federal Communications Commission.
Nel 2004 la Federal Communications Commission ha reso noto che il Parents Television Council è la fonte dal quale riceve la maggioranza di reclami. 